# Nupserha punctata
Nupserha punctata är en skalbaggsart som beskrevs av Jordan 1894. Nupserha punctata ingår i släktet Nupserha och familjen långhorningar.
Artens utbredningsområde är Gabon. Inga underarter finns listade i Catalogue of Life.